# Osteophloeum platyspermum
Osteophloeum platyspermum là một loài thực vật có hoa trong họ Myristicaceae. Loài này được (Spruce ex A.DC.) Warb. mô tả khoa học đầu tiên năm 1895.